# HD 127501
HD 127501，又名CP-52 7301，SAO 241793、HR 5427，是一颗恒星，视星等为5.87，位于銀經318.19，銀緯7.14，其B1900.0坐标为赤經14h 26m 36.6s，赤緯-52° 7.14′ 15″。